# Associazione Sportiva Ambrosiana-Inter 1943-1944
Questa voce raccoglie le informazioni riguardanti l'Associazione Sportiva Ambrosiana-Inter nelle competizioni ufficiali della stagione 1944.

## Rosa
| N. |                   | Ruolo | Calciatore         |
| -- | ----------------- | ----- | ------------------ |
|    | Italia (bandiera) | P     | Angelo Franzosi    |
|    | Italia (bandiera) | P     | Gino Merlo         |
|    | Italia (bandiera) | D     | Celso Battaia      |
|    | Italia (bandiera) | D     | Carmelo Buonocore  |
|    | Italia (bandiera) | D     | Ubaldo Passalacqua |
|    | Italia (bandiera) | D     | Bernardo Poli      |
|    | Italia (bandiera) | C     | Dino Bovoli        |
|    | Italia (bandiera) | C     | Aldo Campatelli    |

| N. |                   | Ruolo | Calciatore         |
| -- | ----------------- | ----- | ------------------ |
|    | Italia (bandiera) | C     | Andrea Milani      |
|    | Italia (bandiera) | A     | Enrico Candiani    |
|    | Italia (bandiera) | A     | Severo Cominelli   |
|    | Italia (bandiera) | A     | Aristide Coscia    |
|    | Italia (bandiera) | A     | Aldo Fumagalli     |
|    | Italia (bandiera) | A     | Giovanni Gaddoni   |
|    | Italia (bandiera) | A     | Mario Gritti       |
|    | Italia (bandiera) | A     | Pietro Rebuzzi (I) |